# 東大西洋刀光魚
東大西洋刀光魚（学名：Polymetme thaeocoryla）为輻鰭魚綱巨口鱼目光器鱼科的其中一種。分布於大西洋海域，屬深海魚類，棲息深度213-1400公尺，體長可達21.6公分。

## 外部連結
東大西洋刀光魚的圖片 （页面存档备份，存于）

## 扩展阅读
維基物種上的相關：東大西洋刀光魚